# Браян Шметцер
Браян Шметцер (англ. Brian Schmetzer, нар. 18 серпня 1962, Сіетл) — американський футболіст, що грав на позиції нападника. По завершенні ігрової кар'єри — тренер. З 2016 року очолює тренерський штаб команди Major League Soccer «Сіетл Саундерз». Як тренер — переможець Ліги чемпіонів КОНКАКАФ.

## Ігрова кар'єра
Браян Шметцер розпочав виступи на футбольних полях у 1980 році в складі команди Північноамериканської футбольної ліги «Сіетл Саундерз», та грав у її складі до 1983 року аж до розформування команди, взявши участь у 38 матчах чемпіонату. Протягом 1984 року Шметцер грав у складі іншого клубу ліги «Талса Рафнекс», а після припинення розіграшу ліги в 1985 році грав у складі клубу "Сіетл, та тривалий час грав у низці шоубольних клубів. У 1994 році футболіст став гравцем новоствореного клубу «Сіетл Саундерз», у якому грав протягом року, після чого у футбольних командах як гравець не виступав.

## Кар'єра тренера
У 2002 році Браян Шметцер очолив тренерський штаб свого колишнього клубу «Сіетл Саундерз», де пропрацював з 2002 по 2008 рік, аж до переформатування клубу. У 2009 році, після створення нового клубу для Major League Soccer «Сіетл Саундерз» Шметцер став асистентом головного тренера клубу Зігі Шміда. На початку 2016 року після відставки Шміда Браян Шметцер став головним тренером «Сіетл Саундерз». Уже в перший рік роботи на посаді головного тренера він привів команду до перемоги в [Кубок МЛС|Кубку MLS]], повторивши цей успіх у 2019 році. У 2022 році Браян Шметцер на чолі клубу став переможцем Ліги чемпіонів КОНКАКАФ.

## Титули і досягнення

### Як тренера
- Переможець Ліги чемпіонів КОНКАКАФ (1):

«Сіетл Саундерз»: 2022
- Кубок MLS (2):

«Сіетл Саундерз»: 2016, 2019